# Liste der Bodendenkmäler im Heinrichsthaler Forst
Auf dieser Seite sind die Bodendenkmäler in dem unterfränkischen gemeindefreien Gebiet Heinrichsthaler Forst zusammengestellt. Diese Tabelle ist eine Teilliste der Liste der Bodendenkmäler in Bayern. Grundlage ist die Bayerische Denkmalliste, die auf Basis des Bayerischen Denkmalschutzgesetzes vom 1. Oktober 1973 erstmals erstellt wurde und seither durch das Bayerische Landesamt für Denkmalpflege geführt wird. Die folgenden Angaben ersetzen nicht die rechtsverbindliche Auskunft der Denkmalschutzbehörde.

## Bodendenkmäler im Heinrichsthaler Forst
| Lage       | Objekt                                              | Akten-Nr.     | Bild |
| ---------- | --------------------------------------------------- | ------------- | ---- |
| (Standort) | Spätmittelalterliche bis frühneuzeitliche Glashütte | D-6-5922-0031 |      |
| (Standort) | Spätmittelalterliche bis frühneuzeitliche Glashütte | D-6-5922-0017 |      |
| (Standort) | Spätmittelalterliche bis frühneuzeitliche Glashütte | D-6-5922-0015 |      |
| (Standort) | Frühneuzeitliche Glashütte                          | D-6-5922-0013 |      |
| (Standort) | Spätmittelalterliche bis frühneuzeitliche Glashütte | D-6-5922-0014 |      |
| (Standort) | Spätmittelalterliche bis frühneuzeitliche Glashütte | D-6-5922-0032 |      |
| (Standort) | Spätmittelalterliche bis frühneuzeitliche Glashütte | D-6-5922-0033 |      |
| (Standort) | Spätmittelalterliche bis frühneuzeitliche Glashütte | D-6-5922-0034 |      |
| (Standort) | Spätmittelalterliche bis frühneuzeitliche Glashütte | D-6-5922-0025 |      |
| (Standort) | Glashütte des 17. Jahrhunderts                      | D-6-5922-0020 |      |
| (Standort) | Spätmittelalterliche bis frühneuzeitliche Glashütte | D-6-5922-0016 |      |
| (Standort) | Glashütte des 18. Jahrhunderts                      | D-6-5922-0010 |      |